# Leena Krohn
 (avril 2022).
Si vous disposez d'ouvrages ou d'articles de référence ou si vous connaissez des sites web de qualité traitant du thème abordé ici, merci de compléter l'article en donnant les références utiles à sa vérifiabilité et en les liant à la section « Notes et références ».
Œuvres principales
- Doña Quichotte et autres citadins
- Matemaattisia olioita tai jaettuja unia

Leena Krohn, née le 28 février 1947 à Helsinki, est un écrivain finlandais contemporain, autrice de nombreux recueils de nouvelles, parfois considérés comme des romans car centrés sur un personnage ou un lieu donné.
Elle a reçu le prix Finlandia en 1992 et la médaille Pro Finlandia (refusée) en 1997. Ses œuvres sont traduites en de nombreuses langues.

## Caractéristiques de l'œuvre
Les recueils de Leena Krohn forment presque tous des ensembles cohérents de courtes nouvelles (qu'elle appelle des miniatures) consacrées à un personnage donné. Dans Tainaron (1985), il s'agit d'une narratrice qui écrit à un destinataire inconnu des lettres décrivant le monde étrange, peuplé de créatures à mi-chemin entre l'homme et l'insecte, dans lequel elle vit désormais. Dans Umbra (1990), c'est un médecin confronté à toutes sortes de cas surprenants, qui par exemple rencontre le véritable Don Juan ou est invité dans une sorte d'État dystopique. Dans Pereat Mundus, l'auteur se livre à des variations sur l'idée de fin du monde.
Dans Datura (2001), de la même façon, les textes viennent s'ordonner autour d'un personnage principal pour aboutir à un portrait fragmenté, fait de scènes ponctuelles : il y est question d'une jeune journaliste qui travaille dans une revue consacrée au paranormal, Le Nouvel Anomaliste. Elle va être amenée, de ce fait, à rencontrer des personnages plus ou moins excentriques, ce qui fait de ce roman, comme Umbra, une succession de rencontres marquées par une proximité plus ou moins grande de l'imaginaire. Ici de surcroît, le rapport du personnage au réel est modifié (ou soupçonné par le lecteur d'être modifié) par les ingestions de graines de datura auxquelles procède la jeune femme pour soigner son asthme.
Le thème du rapport au réel "objectif" est d'ailleurs l'un des thèmes fondamentaux de l'auteur, qui s'intéresse volontiers à des problématiques philosophiques de ce type (nature du réel et du temps, problème de la perception) dans le cadre de nouvelles courtes au style simple, dans un finnois pur et dépouillé mais non dénué d'humour. Dans son avant-dernier recueil, Fenêtre factice, le personnage principal est un philosophe qui flotte en permanence dans une cuve, où il reçoit des visiteurs pour s'entretenir avec eux de problèmes philosophiques ou se confronter à des mystères métaphysiques. Il rencontre par exemple un être en train de se transformer en arbre, une femme qui affirme voir les morts, et croise la route d'un mystérieux tueur en série déterministe, le Métamathe.
Son ouvrage traduit en français Doña Quichotte et autres citadins relève d'une veine très différente de son inspiration fantastique habituelle et se veut plus proche de la prose poétique, au risque de l'obscurité. Un second ouvrage est traduit en français en 2019 : Tainaron. Lettres d'une ville étrangère.
Leena Krohn reconnaît s'inspirer de nombreux auteurs, finlandais notamment - parmi lesquels Eino Leino, Edith Södergran - et étrangers - Hans Christian Andersen, Antón Chéjov, Franz Kafka, Emily Dickinson and Edgar Allan Poe.

## Œuvres
Ouvrages traduits en français
- Doña Quichotte et autres citadins, Esprit ouvert, coll. « Littérature étrangère », 1999 ((fi) Donna Quijote ja muita kaupunkilaisia: Muotokuvia, WSOY, 1983), trad. Pierre-Alain Gendre, 94 p.  (ISBN 978-2883290419)
- Tainaron. Lettres d'une ville étrangère, Corti, 2019 ((fi) Tainaron: Postia toisesta kaupungista, WSOY, 1985), trad. Pierre-Alain Gendre  (ISBN 978-2-7143-1218-1)

Autres
- (fi) Vihreä vallankumous, Tammi, 1970
- (fi) Tyttö joka kasvoi ja muita kertomuksia, Tammi, 1973  (ISBN 951-30-2732-5)
- (fi) Viimeinen kesävieras. Kertomuksia ihmisten ilmoilta, WSOY, 1974  (ISBN 951-30-3183-7)
- (fi) Kertomuksia, WSOY, 1976  (ISBN 951-0-07833-6)
- (fi) Ihmisen vaatteissa. Kertomus kaupungilta, WSOY, 1976  (ISBN 951-30-3902-1)
- (fi) Suomalainen Mignon. Runoja ja lauluja vuosilta 1965–1977, WSOY, 1977  (ISBN 951-0-08385-2)
- (fi) Näkki: Kertomus vesirajasta, WSOY, 1979  (ISBN 951-0-09208-8)
- (fi) Metsänpeitto, WSOY, 1980  (ISBN 951-0-07833-6)
- (fi) Sydänpuu, Tammi, 1984  (ISBN 951-30-6111-6)
- (fi) Oofirin kultaa, WSOY, 1987  (ISBN 951-0-14519-X)
- (fi) Rapina ja muita papereita, WSOY, 1989  (ISBN 951-0-15322-2)
- (fi) Umbra: Silmäys Paradoksien arkistoon, WSOY, 1990  (ISBN 951-0-16733-9)
- (fi) Salaisuuksia, Kirjayhtymä, 1992  (ISBN 951-26-3739-1)
- (fi) Matemaattisia olioita tai jaettuja unia, WSOY, 1992  (ISBN 951-0-18407-1)Prix Finlandia 1992
- (fi) Tribar: Huomioita inhimillisestä ja ei-inhimillisestä, WSOY, 1993  (ISBN 951-0-19015-2)
- (fi) Älä lue tätä kirjaa: Kertomuksia keskenkasvuisille, WSOY, 1994  (ISBN 951-0-19190-6)
- (fi) Ettei etäisyys ikävöisi: 2 kertomusta, WSOY, 1995  (ISBN 951-0-20278-9)
- (fi) Kynä ja kone: Ajattelua mahdollisesta ja mahdottomasta, WSOY, 1996  (ISBN 951-0-21383-7)
- (fi) Pereat mundus: Romaani, eräänlainen, WSOY, 1998  (ISBN 951-0-23005-7)
- (fi) Sfinksi vai robotti, WSOY, 1999  (ISBN 951-0-23872-4)
- (fi) Mitä puut tekevät elokuussa: Seitsemän kertomusta keskenkasvuisille, WSOY, 2000  (ISBN 951-0-25424-X)
- (fi) Datura tai harha jonka jokainen näkee, WSOY, 2001  (ISBN 951-0-26223-4)
- (fi) Kolme sokeaa miestä ja yksi näkevä: Nähdystä ja näkymättömästä, sanotusta ja sanomattomasta, WSOY, 2003  (ISBN 951-0-28221-9)
- (fi) Unelmakuolema, Teos, 2004  (ISBN 951-851-028-8)
- (fi) Mehiläispaviljonki: Kertomus parvista, Teos, 2006  (ISBN 951-851-099-7)
- (fi) Kotini on Riioraa, Teos, 2008  (ISBN 951-0-28221-9)
- (fi) Valeikkuna, Teos, 2009  (ISBN 978-951-851-183-3)Extraits traduits sous le titre Fenêtre factice et disponibles sur Internet ()
- (fi) Auringon lapsia, Teos, 2011  (ISBN 978-951-851-311-0)
- (fi) Hotel Sapiens, Teos, 2013  (ISBN 978-951-851-268-7)

## Prix et récompenses
- Prix national de littérature (Finlande), 1971, 1975, 1977 et 1991
- (international) « Honor List » 1978[3], de l' IBBY, catégorie Auteur, pour Ihmisen vaatteissa
- Médaille Anni Swan, 1979
- Prix Arvid Lydecken, 1975
- Prix Finlandia, 1992
- Prix Topelius, 1993
- Vuoden Kiila (fi), 1998
- Prix Topelius de la protection animale (fi), 1998
- Médaille Pro Finlandia, 1997 (refusée)
- Prix Nuori Aleksis , 1999
- Prix Aleksis Kivi, 2013
- Prix Eino Leino 2017